# Ігор Глібович
Ігор Глібович (*д/н — бл. 1194) — співкнязь рязанський у 1180—1194 роках.

## Життєпис
Один з синів рязанського князя Гліба Ростиславича. 1177 року брав участі у битві на річці Колокші, де рязанське військо зазнало поразки від великого князя Володимиро-Суздальського Всеволода Юрійовича. Тоді Ігор з батьком і старшим братом Романом потрапив у полон. В Рязані владу зайняв інший його брат, Андрій.
1180 року звільнений з полону разом з Романом. Після повернення до Рязані розділив владу в князівстві з братами Андрієм й Романом. Цим було покладено принцип спільно князювання в Рязанському князівстві, при наявності «головного» та «великого» князя.
Невдовзі разом з братом Романом втрутилився у боротьбу за Пронське князівство з молодшими Глібовичами, Володимиром і Всеволодом. Втім останніх підтримав великий князь Всеволод Юрійович, під тиском якого відступили.
1186 року знову підтримав брата Романа, який виступив на боці іншого брата, Володимира Пронського проти молодших братів Всеволода і Святослава Пронських. Спочатку вдалося зайняти Пронськ. Але проти Ігоря і Романа вкотре виступив Всеволод Юрійович, змусивши їх залишити місто. Залишався «молодшим князем» до самої смерті у 1194 році.

## Родина
Дружина — Аграфена, донька Ростислава Мстиславича, великого князя Київського
Діти:
- Роман (д/н—1217), князь рязанський
- Інгвар (д/н—1235/1252), князь рязанський
- Юрій (д/н—1237), князь рязанський